# بسته برکت
بسته برکت (انگلیسی: Beste Bereket؛ زادهٔ ۲ ژوئیهٔ ۱۹۸۲) بازیگر اهل ترکیه است.